# Halichondria
Genre
Halichondria est un genre d'animaux de l'embranchement des éponges (les éponges sont des animaux sans organes ni appareils bien définis).

## Liste des sous-genres et espèces
- Halichondria agglomerans Cabioch, 1968
- Halichondria bowerbanki Burton, 1930
- Halichondria difficilis Lundbeck, 1902
- Halichondria disparilis
- Halichondria fibrosa Fristedt, 1887
- Halichondria genetrix Schmidt, 1870
- Halichondria lambei Bronsted, 1933
- Halichondria magniconolosa
- Halichondria melanadocia
- Halichondria membrana (Bowerbank, 1866)
- Halichondria panicea (Pallas, 1766)
- Halichondria sitiens
- Halichondria topsenti de Laubenfels, 1936
- sous-genre Halichondria (Eumastia) Schmidt, 1870
- sous-genre Halichondria (Halichondria) Fleming, 1828